# Hàn (công nghệ)

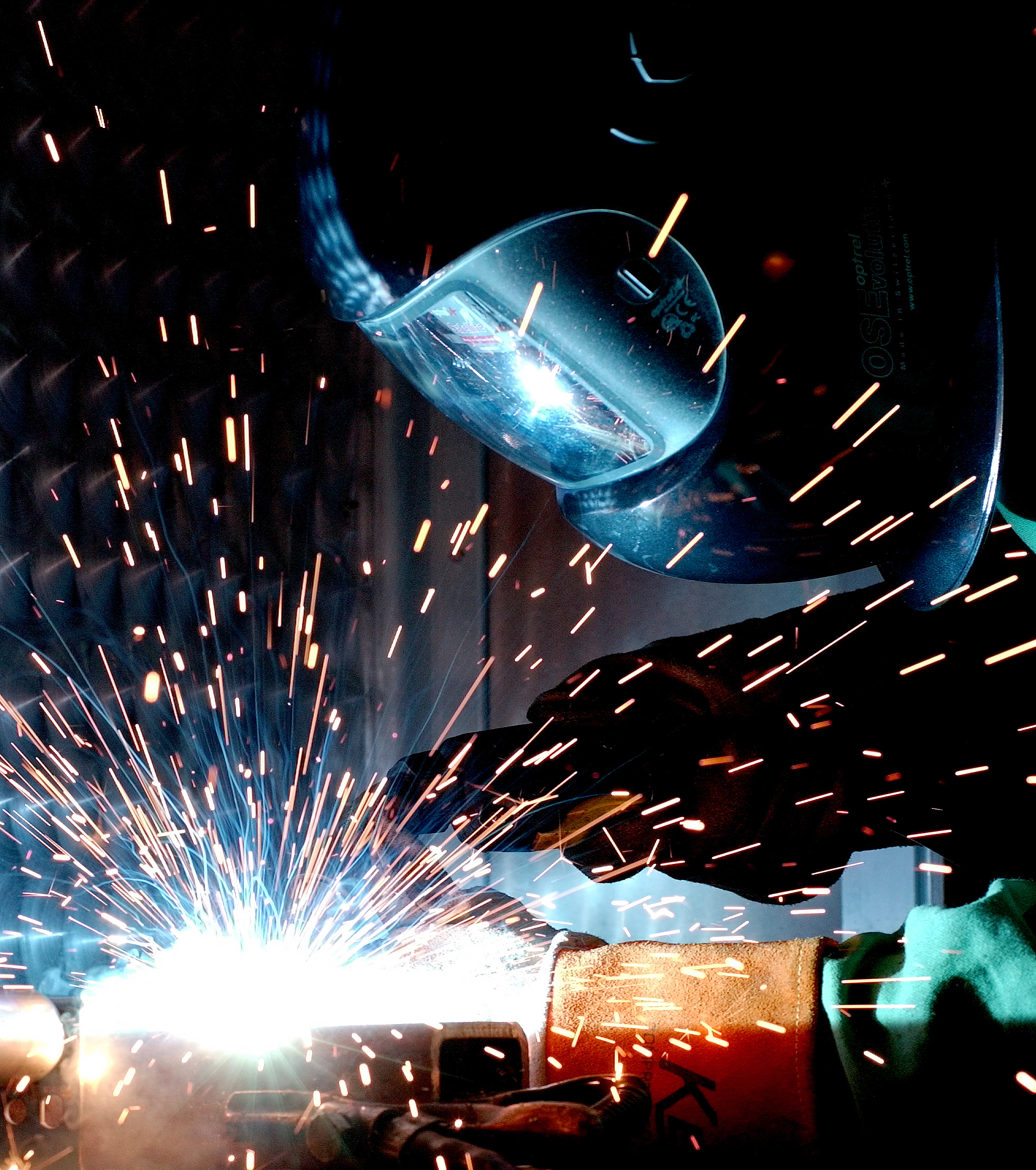
Hàn điện

Trong công nghệ chế tạo cơ khí, hàn là quá trình liên kết các chi tiết (kết cấu) hoặc đắp phủ lên bề mặt vật liệu (kim loại hoặc phi kim) để tạo nên một lớp bề mặt có tính năng đáp ứng yêu cầu sử dụng.
Hàn là quá trình công nghệ để nối các chi tiết với nhau thành liên kết không tháo rời được mang tính liên tục ở phạm vi nguyên tử hoặc phân tử, bằng cách đưa chỗ nối tới trạng thái nóng chảy, thông qua việc sử dụng một trong hai yếu tố là nhiệt và áp lực, hoặc kết hợp cả hai yếu tố đó. Khi hàn, có thể sử dụng hoặc không sử dụng vật liệu phụ bổ sung.
Hiện nay, có các phương pháp hàn chính sau đây:
1. Hàn gió đá (còn gọi là Hàn khí): Hàn gió (Oxy) đá (Acetylen hay gas)(gas welding).Phương pháp này sử dụng các khí trên để gia nhiệt cho chi tiết hàn đạt tới trạng thái nóng chảy và liên kết với nhau. Khi hàn có thể dùng vật liệu để điền thêm (filler rod) vào vị trí hàn hoặc không.
2. Hàn hồ quang điện (arc welding), gọi tắt là Hàn điện hay Hàn que. Phương pháp này dùng hồ quang điện được tao ra bởi que hàn để làm nóng chảy kim loại hàn và ngay cả que hàn để điền vào vị trí hàn.
3. Hàn hồ quang dưới khí bảo vệ T.I.G: Tungsten inert gas. Phương pháp này dùng hồ quang được tạo ra bởi điện cực Tungsten và dùng khí trơ (khí Argon) để bảo vệ mối hàn.
4. Hàn hồ quang dưới khí bảo vệ M.I.G: metal inert gas. Thay vì dùng que hàn, người ta dùng 01 cuộn dây kim loại có kích thước từ 0.6 mm - 1.6 mm hoặc lớn hơn làm điện cực hàn và điện cực này cũng là dạng điện cực nóng chảy nhưng được cung cấp một cách liên tục nhưng vẫn được người thợ hàn điều khiển nên còn gọi là hàn bán tự động. Trong phương pháp này, người ta dùng khí hoạt tính (CO2) hay khí trơ (Argon) để làm khí bảo vệ mối hàn.
5. Hàn Plasma, đây là một dạng biến thể của hàn hồ quang [1-8].
6. Han Laser là công nghệ hàn cao cấp sử dụng năng lượng của các nguồn laser.
7. Hàn tia điện tử
8. Các quá trình hàn đặc biệt khác: hàn nổ, hàn TIG điện cực nén, hàn ma sát, hàn đảo trộn, hàn nấu